# دانيال كارفاليو دا سيلفا
دانيال كارفاليو دا سيلفا (10 مارس 1981 في البرازيل – )؛ هو لاعب كرة قدم سابق كان يلعب كمدافع.

## وصلات خارجية
- دانيال كارفاليو دا سيلفا على موقع رابطة كرة القدم اليابانية للمحترفين (اليابانية)
- دانيال كارفاليو دا سيلفا على موقع قاعدة بيانات كرة القدم.إي يو (الإنجليزية)
- دانيال كارفاليو دا سيلفا على موقع Soccerway.com (الإنجليزية)
- دانيال كارفاليو دا سيلفا على موقع عالم كرة القدم.نت (الإنجليزية)